# جون سانفورد بارنز
جون سانفورد بارنز (بالإنجليزية: John Sanford Barnes)‏ هو ضابط أمريكي، ولد في 12 مايو 1836 في West Point, New York ‏ في الولايات المتحدة، وتوفي في 22 نوفمبر 1911.